# Aphelocoma ultramarina
La ghiandaia dei vulcani (Aphelocoma ultramarina (Bonaparte, 1825)) è un uccello passeriforme appartenente alla famiglia Corvidae.

## Etimologia
Il nome scientifico della specie, ultramarina, deriva dal latino e significa "blu oltremare", in riferimento alla colorazione di questi uccelli.

## Descrizione

### Dimensioni
Misura 28–32 cm di lunghezza, per 120-150 g di peso: a parità d'età, i maschi sono lievemente più grossi e pesanti rispetto alle femmine.

### Aspetto
Si tratta di uccelli dall'aspetto massiccio, muniti di grossa testa squadrata e appiattita, becco conico e massiccio dalla punta lievemente adunca, ali arrotondate e digitate, forti zampe e lunga coda (quasi la metà del totale) dall'estremità squadrata: nel complesso, la ghiandaia dei vulcani ricorda molto l'affine ghiandaia messicana, rispetto alla quale differisce per la maggiore estensione del grigio pettorale.
Il piumaggio si presenta di colore azzurro-bluastro su testa, dorso, ali e coda: fra i lati del becco e l'area temporale il blu è più scuro, a formare una mascherina, mentre la gola è più chiara e tende al bianco-grigiastro. Allo stesso modo, la colorazione del dorso è più opaca e tendente al grigiastro.

Il petto e la parte superiore di ventre e fianchi sono di color grigio-topo, con sfumature cannella: il resto del ventre ed il sottocoda, invece, sono di colore bianco.
Il becco e le zampe sono di colore nerastro: gli occhi sono invece di colore bruno scuro.

## Biologia
Si tratta di uccelli dalle abitudini di vita diurne, che vivono in coppie o in gruppetti a base familiare, passando la maggior parte della giornata alla ricerca di cibo, cosa che viene svolta indifferentemente al suolo o fra i rami di alberi e cespugli.

### Alimentazione
Si tratta di uccelli onnivori, specializzati nel cibarsi di pinoli e ghiande (che vengono inoltre stipati in nascondigli scavati nel terreno, per poi essere recuperati durante i periodi di magra) ma molto opportunisti e pronti a nutrirsi un po' di tutto ciò che riescono a reperire nel proprio areale, dalle granaglie agli insetti, al nettare, a piccoli vertebrati, uova e bacche.

### Riproduzione
Mancano informazioni sull'evento riproduttivo di questi uccelli: tuttavia, si ha motivo di ritenere che esso non differisca, per modalità e tempistica, da quanto osservabile nelle specie congeneri.

## Distribuzione e habitat
La ghiandaia dei vulcani è endemica del Messico centrale, del quale popola la Fascia Vulcanica Trasversale dallo Jalisco a Veracruz.
L'habitat di questi uccelli è rappresentato dalle aree boschive miste, con predominanza di pino e quercia.

## Tassonomia
Se ne riconoscono due sottospecie:
- Aphelocoma ultramarina colimae Nelson, 1899 - diffusa in Jalisco e Colima;
- Aphelocoma ultramarina ultramarina (Bonaparte, 1825) - la sottospecie nominale, diffusa nella rimanente parte dell'areale occupato dalla specie;

In passato, anche la ghiandaia messicana veniva considerata una sottospecie di quella dei vulcani (ai tempi chiamata "ghiandaia messicana"), tuttavia in passato si è ritenuto maggiormente corretto separare le due popolazioni.